# Bogdan Śmidowicz
Bogdan Mścisław Śmidowicz (ur. 31 stycznia 1914 w Hamburgu, zm. 14 marca 2010 w Gdyni) – hydrogeolog, podczas II wojny światowej podporucznik pilot w Polskich Siłach Powietrznych w Wielkiej Brytanii (ang. Flying Officer) Królewskich Sił Powietrznych.

## Życiorys
Syn Jana i Zofii. W 1919 r. rodzina przeprowadziła się do Polski. Uczył się w szkołach w Poznaniu i Zakopanem, w 1932 r. zdał maturę. W latach 1932–1939 studiował na Politechnice Gdańskiej, której nie ukończył na skutek hitlerowskich represji.
Pod koniec 1939 r. przedostaje się do Francji, a następnie do Wielkiej Brytanii. W latach 1940–1941 pracował w Centrum Wyszkolenia Lotnictwa w Blackpool, następnie był pilotem 315. dywizjonu myśliwskiego „Dęblińskiego” od 1943 do 1944 (service number P2340). Nie odniósł zwycięstw powietrznych.
W 1944 r. wstąpił na Wydział Mechaniczny Polish University College przy Uniwersytecie Londyńskim, gdzie w 1947 r. uzyskał dyplom inżyniera mechanika. We wrześniu wrócił do Polski i nostryfikował swój dyplom na Politechnice Warszawskiej. W latach 1947–1948 pracował w firmie ojca. Następnie zatrudnił się w PPB „Hydrotrest”, Zarządzie Budowlano-Montażowym nr 5 w Gdyni, Zjednoczeniu Robót Wiertniczych i Fundamentowych w Warszawie, Przedsiębiorstwie Geologicznym Gospodarki Komunalnej, Biurze Projektów Budawnictwa i „Prozamecie”. W 1965 r. rozpoczął pracę w Biurze Projektów Budownictwa komunalnego w Gdańsku, gdzie pracował do emerytury.
Był współzałożycielem i członkiem Morskiego Klubu Seniorów Lotnictwa.
Zmarł 14 marca 2010 r. i został pochowany w Gdyni na Cmentarzu Witomińskim.

## Ordery i odznaczenia
- Krzyż Walecznych
- Krzyż Oficerski Orderu Odrodzenia Polski[5]
- Krzyż Kawalerski Orderu Odrodzenia Polski
- Medal Lotniczy
- Krzyż Czynu Bojowego Polskich Sił Zbrojnych na Zachodzie